# Іване Джавахішвілі
Іван Олександрович Джавахішвілі, також Іване Джавахішвілі, в дореволюційних джерелах — князь Иван Александрович Джавахов (груз. ივანე ალექსანდრეს ძე ჯავახიშვილი;  11 [ 23 ]  квітня   1876 , Тифліс — 18 листопада 1940, Тбілісі) — грузинський історик, академік Академії наук СРСР (1939), один із засновників Тбіліського університету, який тепер має його ім'я.

## Життєпис
Народився в аристократичній княжій сім'ї Джавахішвілі (в дореволюційному написанні Джавахови).
Закінчив факультет східних мов Петербурзького університету (1899), в 1901—1902 роках стажувався в Берлінському університеті, з 1902 року — приват-доцент по кафедрі вірмено-грузинської філології.
У 1908 році організував в Петербурзькому університеті студентський «Грузинський науковий гурток», накопичений матеріал з історії, філології, соціології був виданий у вигляді збірника наукових праць (1915, грузинською мовою).
Разом зі своїм учителем М. Я. Марром Джавахішвілі брав участь у відрядженні на Синай, де досліджував давньогрузинські рукописи. У 1905 написав роботу «Політичний і соціальний рух в Грузії в XIX в.», А з 1908 року почав публікацію своєї основної праці — «Історія грузинського народу» (останній, 4-й том вийшов посмертно в 1949 р.), який справив величезний вплив на грузинську історичну науку. Одночасно з «Історією» працював над великим числом книг по допоміжним дисциплінам і джерелознавству: «Завдання, джерела і методи історії колись і тепер», т. 1-4, 1916 1926; «Стародавньо-грузинська історична література», 1916; «Грузинська нумізматика та метрологія», 1925; «Грузинська палеографія», 1926; «Грузинська дипломатика», 1926.
У 1917—1918 став одним з основних діячів у боротьбі за заснування Тбіліського університету, в березні 1917 року на своїй петроградській квартирі зібрав нараду з розробки плану конкретних дій. У нараді брали участь І. А. Кипшидзе, А. Г. Шанідзе, М. Г. Каухчішвілі, Ш. І. Нуцубідзе, Е. Чіджавадзе. Разом з І. А. Кипшидзе і А. Г. Шанідзе виїжджав до Грузії для проведення робіт на місці. Автор «Положення про грузинськом університеті». При виборах керівництва університету номінувався в ректори, але взяв самовідвід. Був обраний деканом філософського (в той час — єдиного) факультету.
У 1919 році змінив (був обраний) Петре Мелікішвілі на посаді ректора ТДУ і перебував на цій посаді до 1926 року, коли був звільнений як немарксист в ході «чисток», що відбулися за повстанням в Грузії в серпні 1924 року. 23 березня 1936 року, на Науковій раді з історії Тбіліського державного університету тодішній ректор університету Карло Орагвелідзе виступив з доповіддю, основною метою якого було спростувати заслуги Джавахішвілі як засновника університету. Джавахішвілі був звинувачений в тому, що він «не хоче або не може трактувати історію грузинської нації відповідно до принципів історичного матеріалізму» і усунений від викладання в університеті.
Був головою Грузинського історико-етнографічного товариства (до 1925). Потім працював над працями: «Історія грузинського права» (т. 1-2, 1928—1929), «Економічна історія Грузії» (т. 1-2, 1930—1934), «Основні питання історії грузинської музики» (1938). З 1937 до кінця життя — директор Музею ім. Шота Руставелі і керівник Мцхетської археологічної експедиції.
Раптово помер під час читання лекції.
Похований в парку університету.
Ім'я Джавахішвілі присвоєно, крім ТДУ, також Інституту історії АН Грузії і вулиці в Тбілісі.

## Нагороди

Пам'ятник на могилі И. Джавахішвілі

Посмертно удостоєний Сталінської премії (1947). Кавалер ордена Трудового Червоного Прапора (1938).